# Les Corts (metropolitana di Barcellona)
Les Corts è una stazione della linea 3 della metropolitana di Barcellona.
La stazione è situata sotto la carrer Joan Güell, tra la Travessera de les Corts e la carrer Can Bruixa nel distretto di Les Corts di Barcellona.
La stazione fu inaugurata nel 1975 come parte della Linea IIIB con il nome di Las Cortes. Nel 1982 con la riorganizzazione delle linee, la stazione passò alla nascente L3 e cambiò il nome nell'attuale forma catalana di Les Corts.